# Expedició Jeannette
L'expedició Jeannette de 1879–1881, anomenada oficialment l'expedició a l'Àrtida dels Estats Units, va ser un intent dirigit per George W. De Long d'arribar al pol nord iniciant una ruta des de l'oceà Pacífic a través de l'estret de Bering. La premissa era que un corrent temperat, el Kuroshio, fluïa cap al nord cap a l'estret, proporcionant una porta d'entrada al mar polar obert i, per tant, al pol.
Aquesta teoria va resultar il·lusòria; el vaixell de l'expedició, l'USS Jeannette i la seva tripulació de trenta-tres homes, va quedar atrapat pel gel i va anar a la deriva durant gairebé dos anys abans de ser aixafat i enfonsat al nord de la costa de Sibèria. Aleshores, De Long va conduir els seus homes a un viatge perillós amb trineu, arrossegant el balener de la Jeannette i dos cúters, i finalment es va canviar a aquests petits vaixells per navegar cap al delta del Lena a Sibèria. Durant aquest viatge, i en les setmanes posteriors per Sibèria abans del rescat, van morir vint homes de l'equip del vaixell, inclòs De Long.
El principal exponent de la teoria d'una «porta d'aigua calenta» al pol nord va ser el cartògraf alemany August Petermann. Va animar James Gordon Bennett Jr., el propietari del New York Herald, a finançar una expedició polar basada en la ruta del Pacífic no provada. Bennett va adquirir una antiga canonera de la Royal Navy, la Pandora, i va canviar el seu nom a Jeannette. De Long, a qui Bennett va triar per dirigir l'expedició, era un oficial de la Marina dels Estats Units amb experiència prèvia a l'Àrtida. Tot i que essencialment era una empresa privada, en la qual Bennett va pagar totes les despeses, l'expedició va comptar amb el suport total del govern dels Estats Units. Abans de la sortida, el vaixell va ser reconegut per la Marina dels Estats Units com a USS Jeannette i va navegar sota les lleis i la disciplina de la marina.
Abans de la seva desaparició, l'expedició va descobrir noves illes —les illes De Long— i va recollir dades meteorològiques i oceanogràfiques valuoses. Tot i que el destí del Jeannette va invalidar la teoria del mar polar obert, àmpliament difosa, l'aparició el 1884 de restes del naufragi a la costa sud-oest de Groenlàndia va indicar l'existència d'un corrent oceànic que traslladava el gel permanent de l'Àrtida d'est a oest. Aquest descobriment va inspirar a Fridtjof Nansen a muntar la seva expedició Fram nou anys més tard. El 1890 es va erigir un monument als morts del Jeannette a l'Acadèmia Naval dels Estats Units a Annapolis, Maryland.

## Antecedents

### Exploració primerenca de l'Àrtida

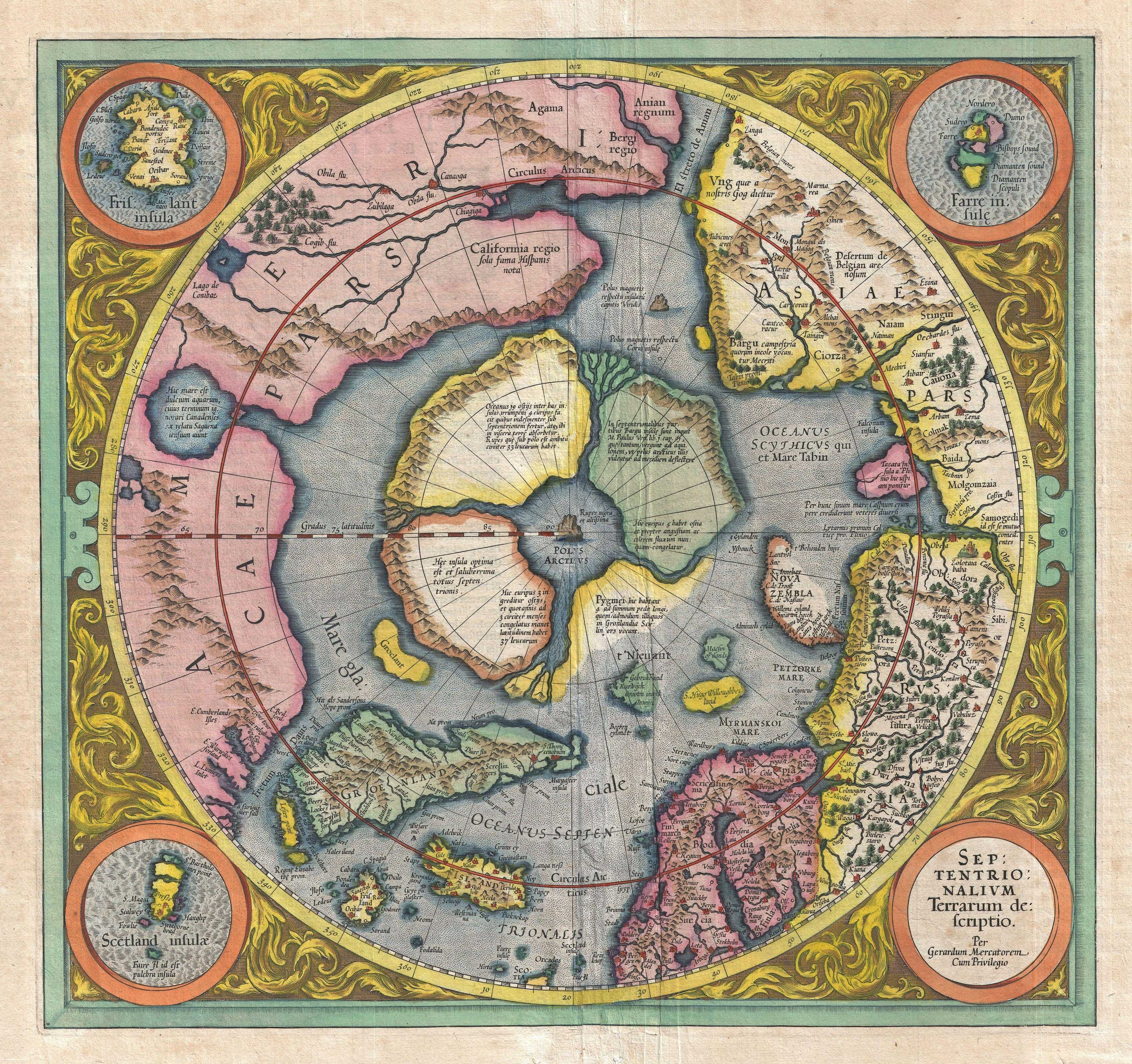
El pol nord de Gerardus Mercator mostra el pol dins d'un "mar polar obert" el 1606

L'exploració europea de les regions àrtiques va començar al segle xvi, amb la recerca de noves rutes cap al Pacífic a través dels passos del nord-est i nord-oest. Se suposa que l'explorador anglès Henry Hudson va morir a la badia d'Hudson el 1611 mentre intentava trobar el pas del nord-oest. La possibilitat d'una tercera ruta, directament a través del pol Nord, va ser plantejada pel geògraf Richard Hakluyt. Els primers exploradors van tenir poc èxit a l'hora de trobar aquestes rutes, però van fer importants descobriments geogràfics. Amb el temps, la recerca de rutes comercials va passar a ser secundària respecte a l'objectiu de prestigi d'arribar al mateix Pol Nord, o almenys de registrar un "Nord més llunyà". El 1773, una expedició naval britànica sota el comandament del capità Constantine Phipps va buscar una ruta cap al pol des de les illes Sjuøyane, però va trobar el camí intransitable, bloquejat pel gel. El 28 de maig de 1806, el capità balener William Scoresby va aconseguir un nou rècord de latitud nord de 81°30' al nord de Svalbard abans de ser aturat pel gel.
La teoria predominant de la geografia polar durant aquest període va ser la d'un "mar polar obert" temperat que envoltava el pol nord. Es pensava que la deriva observable cap al sud del gel de l'Àrtida era el resultat de l'efecte d'"empenyer" d'aquesta aigua més càlida. Segons l'historiador Hampton Sides, malgrat la manca d'evidència científica, la teoria "va reunir una lògica pròpia... cap evidència contrària podria desallotjar-la de l'imaginari col·lectiu". El fet que tots els viatges cap al nord, tard o d'hora, s'haguessin aturat pel gel es va racionalitzar a través de la creença que el mar no descobert estava envoltat d'un anell de gel que, es pensava, podia ser penetrat a través d'un dels diversos portals d'aigua. La recerca inicial del Pol Nord es va convertir així en la recerca d'un d'aquests portals.
Després que les expedicions navals britàniques el 1818 i el 1827–1828 haguessin sondejat al nord de Spitsbergen i no trobessin cap rastre del suposat mar polar, la recerca va estar en suspens durant vint-i-cinc anys. A la dècada de 1850, la recerca de l'expedició perduda de Franklin va generar una sèrie d'incursions a l'Àrtic canadenc. D'aquestes incursions, particularment la d'Edward Augustus Inglefield el 1852, va sorgir la teoria que l'estret de Smith, un canal al nord entre Groenlàndia i l'illa d'Ellesmere, era una de les portes d'entrada al mar polar. Això va portar una successió d'expedicions a aquesta zona: Elisha Kane el 1853–1855, Isaac Israel Hayes el 1860–1861, Charles Francis Hall el 1872–1874 i George Nares el 1875–1876. No es va trobar cap porta d'entrada, encara que tant Kane com Hayes van afirmar, erròniament, haver vist el Mar Polar Obert des de la distància.

### August Petermann

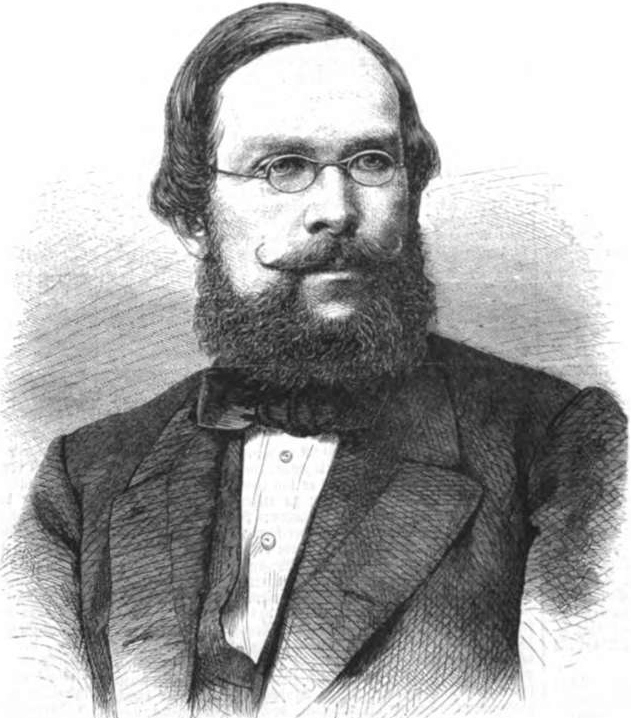
August Petermann

La ruta de l'estret de Smith no va ser la preferida per tothom; entre els que la van rebutjar hi havia el cartògraf alemany August Petermann, conegut com el "Savi de Gotha". Un ferm creient en la teoria del mar polar obert, Petermann creia que la via més probable es trobaria seguint el Corrent del Golf, que escombrava la costa de Noruega fins a les regions àrtiques inexplorades. Va pensar que el corrent s'afebliria o fins i tot penetraria l'anell de gel protector, i que un vaixell de vapor de construcció robusta seguint el curs del corrent podria així penetrar en el suposat mar polar.
Després de dues expedicions patrocinades per Petermann, l'expedició alemanya al Pol Nord de 1869 dirigida per Carl Koldewey, i l'expedició austrohongaresa al Pol Nord de 1872 sota la direcció de Karl Weyprecht i Julius von Payer, que havien seguit branques separades del corrent del Golf, però finalment no havien aconseguit passar a través del gel, Petermann es va desanimar. Poc abans del seu suïcidi el 1878, va mantenir la teoria d'un mar polar obert, però va fer coincidir el seu accés amb un corrent de l'oceà Pacífic que passava pel Japó, el Kuroshio, un corrent de l'oceà Pacífic analitzat a la dècada de 1850 per l'hidrògraf Silas Bent. Petermann va seguir a Bent en creure que una branca del Kuroshio fluïa a través de l'estret de Bering i podria ser prou potent com per crear un pas cap al mar polar. En aquell moment ningú havia intentat arribar al mar polar per aquesta ruta.

### George W. De Long

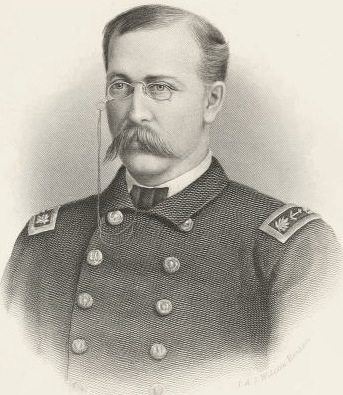
George W. De Long

El juliol de 1873, la Marina dels Estats Units va enviar l'USS Juniata a Groenlàndia, per buscar supervivents de l'expedició Polaris, després de la mort del seu líder, Charles Francis Hall. El segon al comandament del Juniata va ser George W. De Long, un jove de 28 anys graduat de l'Acadèmia Naval dels Estats Units, que va fer la seva primera visita a l'Àrtida. Les condicions del gel van impedir que el Juniata avancés més enllà d'Upernavik; De Long es va oferir voluntari per agafar el vaixell d'abastament, un petit vaixell de vapor anomenat Little Juniata, amb l'esperança de trobar supervivents al cap de York, a 400 milles nàutiques (740 km) més al nord.
L'intent va fracassar; el Little Juniata es va enfrontar a condicions meteorològiques extremes i es va veure obligat a retirar-se a unes poques milles del cap de York. De Long va tornar al Juniata a mitjans d'agost, sense trobar cap rastre de la tripulació del Polaris —que mentrestant havia estat rescatat pel balener escocès SS Ravenscraig—, però l'experiència havia afectat profundament la seva perspectiva. Després d'haver descrit anteriorment la costa de Groenlàndia en una carta a la seva dona Emma com "una terra trista de desolació... Espero que mai no em trobi rebutjat en un lloc tan perfectament abandonat per Déu", va tornar a casa captivat per l'Àrtida. Emma va escriure: "El virus polar estava a la seva sang i no el deixava descansar".
L'avortada missió del Little Juniata va donar notarietat a De Long i es va veure com a possible líder de la propera expedició àrtica dels Estats Units. Es va acostar a Henry Grinnell, un magnat de la navegació filantròpica que havia finançat diverses expedicions anteriors. Grinnell no estava disposat a oferir suport financer, però va aconsellar a De Long que s'apropés a James Gordon Bennett Jr., propietari i editor de The New York Herald i un conegut patrocinador de projectes atrevits. De Long va conèixer Bennett a la ciutat de Nova York a principis de 1874; el periodista va quedar impressionat per De Long, i li va assegurar que les seves ambicions àrtiques tindrien el suport entusiasta del Herald. Mentrestant, De Long havia sol·licitat al Departament de la Marina dels Estats Units un comandament a l'Àrtida, una sol·licitud que se li va informar que "rebria la deguda atenció".

### James Gordon Bennett Jr.

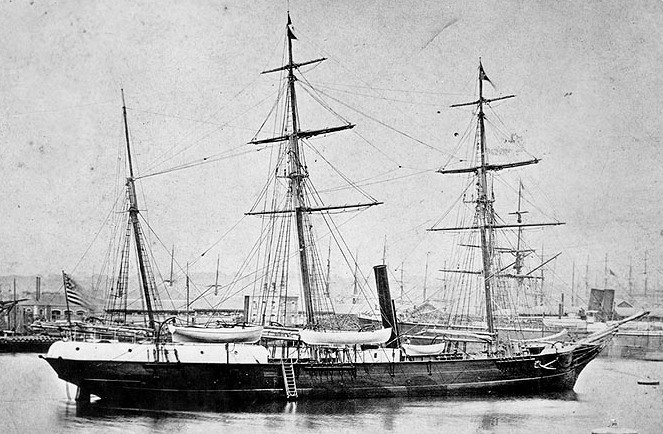
L'USS Jeannette a Le Havre el 1878, abans de la seva sortida cap a San Francisco en un viatge que el portaria a voltar pel cap d'Hornos.

James Gordon Bennett Jr. havia succeït al seu pare com a propietari del Herald el 1866. Havia guanyat renom el 1872, quan el seu reporter Henry Morton Stanley, enviat per Bennett a Àfrica a la recerca de l'explorador missioner britànic David Livingstone, va comunicar que Livingstone havia estat trobat. Bennett coneixia el valor informatiu de l'exploració de l'Àrtida; dos reporters del Herald havien acompanyat el Juniata, i el 1874 Bennett estava ajudant a finançar el mariner britànic Allen Young i la seva antiga canonera Pandora, en una de les darreres cerques de Franklin.
Bennett estava interessat en les teories de Petermann, i el 1877 va viatjar a Gotha per discutir possibles rutes a l'Àrtida amb el geògraf. Petermann va pensar que, a més de proporcionar el millor camí cap al pol, el pas per l'estret de Bering mitjançant el Kuroshio permetria la investigació de la massa terrestre inexplorada i amb prou feines albirada coneguda des de 1867 com "Terra de Wrangel". Va teoritzar que aquesta terra formava part d'un continent transpolar, connectat amb Groenlàndia; si és així, podria proporcionar una ruta alternativa terrestre fins al pol si l'expedició no troba un portal al mar polar. "La meva idea", va dir a Bennett, "és que si una porta no s'obre, proveu una altra". Va oferir a Bennett l'ús complet dels seus mapes i gràfics.
El consell de Petermann va convèncer Bennett que una nova empresa polar nord-americana hauria de tirar endavant. Al seu retorn de Gotha, va telegrafiar a De Long demanant-li que demanés una excedència a la Marina i que comencés la recerca d'un vaixell adequat per a l'exploració de l'Àrtida utilitzant la ruta de l'estret de Bering de Petermann.

## Preparació

### El vaixell

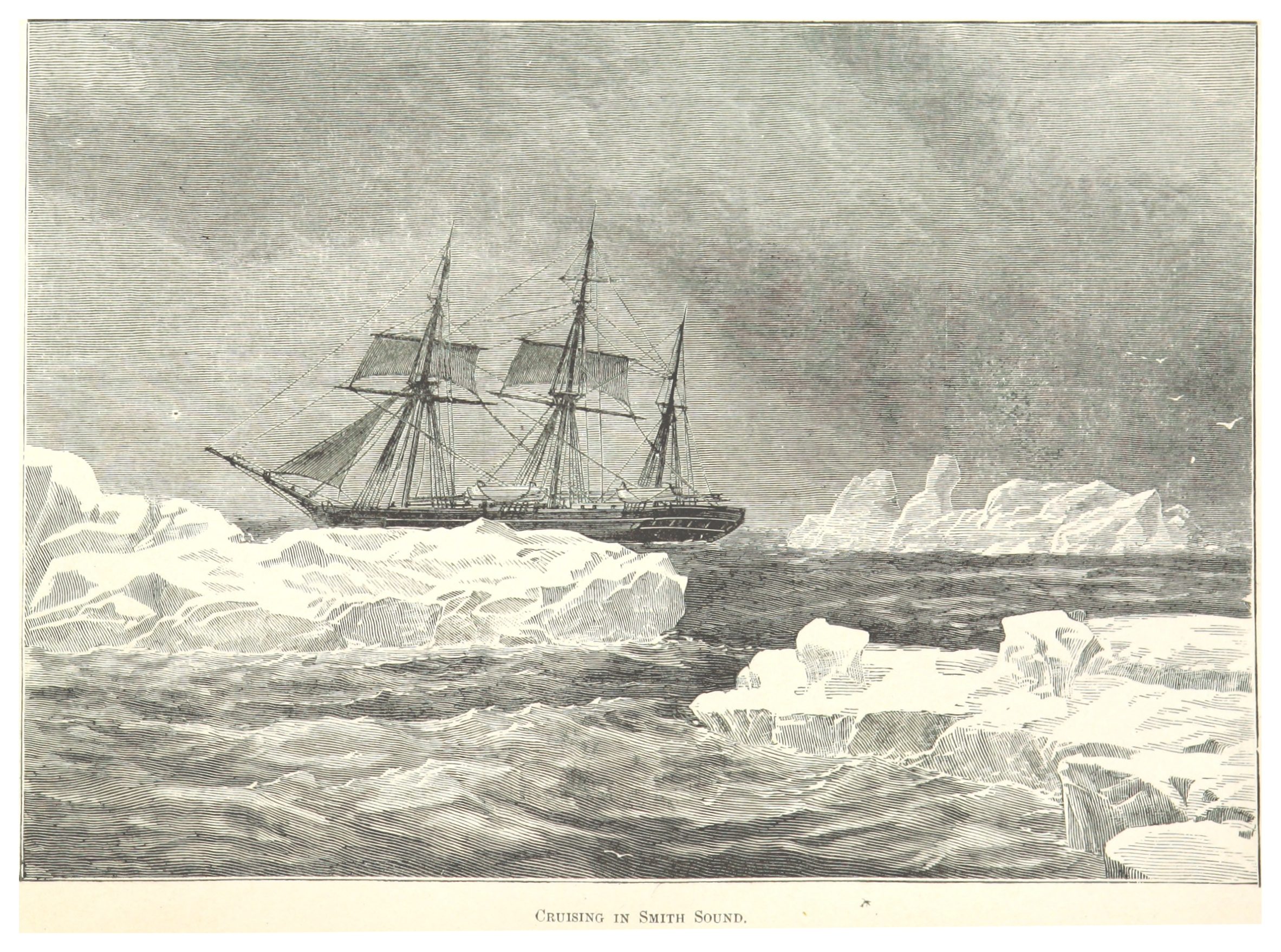
El Pandora creuant l'estret de Smith durant un dels seus viatges a l'Àrtida.

Com que no hi havia cap vaixell adequat disponible als Estats Units, De Long va anar a Anglaterra, on va trobar el Pandora en oferta per 6.000 dòlars. El pedigrí àrtic del vaixell li va fer semblar ideal, però la vacil·lació del propietari a l'hora de vendre va retardar la compra fins a finals de 1877. A instigació de Bennett, el Congrés va aprovar una llei que donava al Departament de la Marina el control total de l'expedició; enarbolaria la bandera americana i la tripulació seria contractada per l'armada i estaria subjecta a la disciplina naval. Bennett va seguir sent responsable del finançament de l'empresa i es va comprometre a reemborsar al govern totes les despeses. Mentrestant, De Long va ser alliberat del servei actiu per supervisar la rehabilitació del Pandora a Anglaterra.
El juny de 1878, després d'una revisió exhaustiva a Deptford, a l'estuari del Tàmesi, el Pandora va navegar cap a Le Havre a França on, el 4 de juliol, va ser rebatejat com a Jeannette, en honor a la germana de Bennett. El 15 de juliol, el vaixell, tripulat per De Long i una petita tripulació, va partir de Le Havre per començar el viatge de 18.000 milles nàutiques (33.000 km) fins a San Francisco, el port des del qual havia de navegar l'expedició àrtica. Van arribar el 27 de desembre de 1878 i van traslladar el Jeannette a la Drassana naval de l'Illa Mare (Mare Island Naval Shipyard) per fer-hi treballs preparatius per a un viatge prolongat pel gel de l'Àrtida.
De Long va passar gran part de la primera part de 1879 a Washington, D.C., promovent l'expedició entre els funcionaris, buscant membres de la tripulació adequats i perseguint el secretari de la Marina Richard W. Thompson per obtenir suport pràctic. Les seves peticions incloïen l'ús d'un vaixell de subministrament per acompanyar el Jeannette fins a Alaska. Entre l'equipament adquirit per De Long hi havia un sistema de llum d'arc experimental ideat per Thomas Edison, que suposadament proporcionaria una llum equivalent a 3.000 espelmes i transformaria així la foscor de l'hivern àrtic. Després d'haver superat amb èxit les seves proves de mar, el 28 de juny, deu dies abans de la seva sortida programada, el Jeannette va passar a ser formalment el USS Jeannette.

### El personal

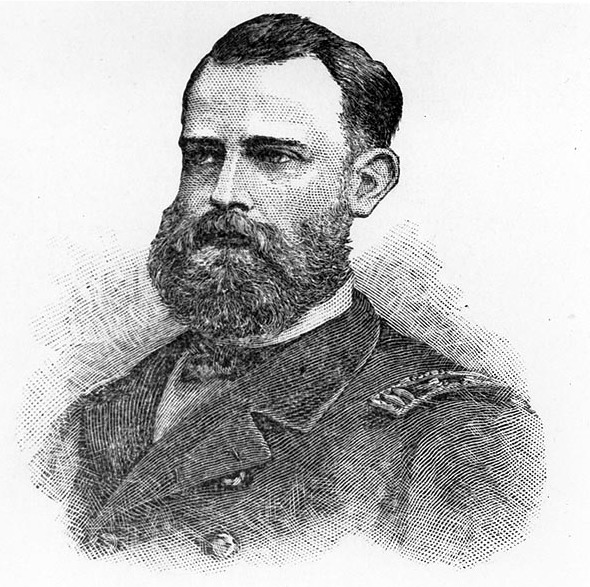
Charles W. Chipp

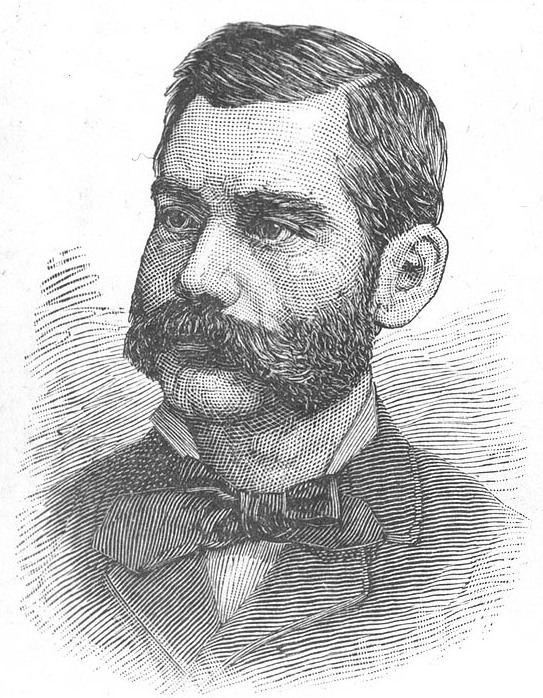
John W. Danenhower

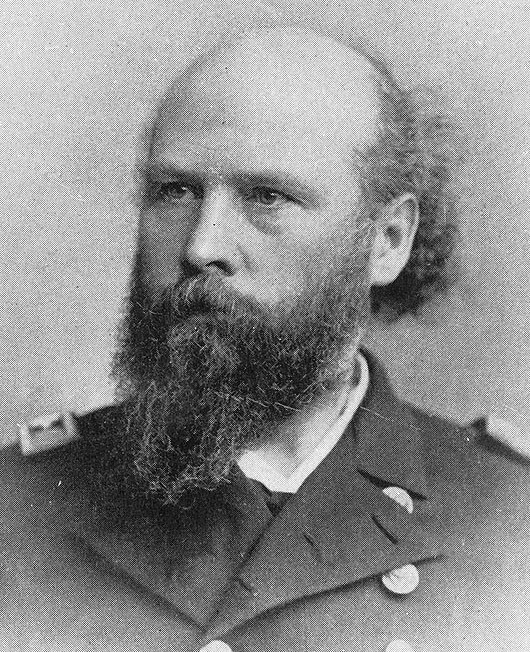
George W. Melville

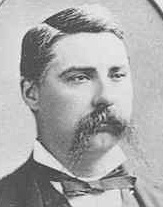
Jerome J. Collins

En seleccionar la seva tripulació, la prioritat de De Long eren homes amb experiència a l'Àrtida. Per al seu segon al comandament va triar el tinent Charles W. Chipp, que havia servit amb ell en l'aventura del Little Juniata. Un altre veterà de la missió de rescat de Polaris, George W. Melville, va ser nomenat enginyer del vaixell. Altres homes experimentats de l'Àrtida van ser William F. C. Nindemann, un supervivent del Polaris, i el pilot de gel William Dunbar, que tenia molts anys d'experiència en els baleners.
El nomenament de l'oficial de navegació de l'expedició va ser problemàtic; John W. Danenhower, un jove oficial naval d'una família ben connectada de Washington, va ser recomanat a Bennett per l'antic president dels Estats Units Ulysses S. Grant. Aquest patrocini li va donar la posició a Danenhower, malgrat un historial de depressions. A petició de Bennett, Danenhower va acompanyar De Long en el viatge de Le Havre a San Francisco, durant el qual va confiar detalls del seu historial mèdic. El rendiment competent del navegant va persuadir De Long que aquests problemes eren cosa del passat.
El cirurgià del vaixell, James Ambler, va ser assignat a l'expedició per l'Oficina de Medicina i Cirurgia de la Marina, només perquè era el següent a la llista d'oficials mèdics disponibles per al servei marítim. Ambler va deduir dels registres mèdics de Danenhower que una causa probable dels errors mèdics del navegant era la sífilis, però les influents connexions de Danenhower van assegurar que mantingués el seu lloc a l'expedició.
També es van allistar altres membres del viatge del Jeannette des de Le Havre: el fuster Albert Sweetman i el contramestre John Cole, així com el meteoròleg del Herald, Jerome Collins. Anomenat "científic en cap", estava a càrrec de l'aparell d'Edison i d'un sistema telefònic rudimentari que De Long esperava utilitzar. La resta de places es van ocupar d'una llarga llista de sol·licitants; el cuiner i el majordom van ser reclutats per Danenhower al districte de Chinatown de San Francisco.

#### Els oficials
| - George W. De Long, USN – oficial al comandament - Charles W. Chipp, USN – oficial executiu - John W. Danenhower, USN – oficial de navegació - George W. Melville, USN – enginyer | - James M. Ambler, USN – cirurgià - William M. Dunbar – pilot de gel - Jerome J. Collins – meteoròleg - Raymond L. Newcomb – naturalista |

#### La tripulació
| - John Cole – contramestre - Walter Lee – maquinista - James H. Bartlett – bomber - George W. Boyd – bomber - Alfred Sweetman – fuster | - Ah Sam – cuiner, administrador - Charles T. Sing – cuiner, majordom - Alexey – caçador - Aneguin – caçador |

#### Els mariners
| - Adolph Dressler - Hans H. Erickson - Carl A. Görtz - Nelse Iverson - Peter E. Johnson - Heinrich H. Kaack - Albert G. Kuehne - George Lauterbach | - Herbert W. Leach - Frank E. Mansen - William F. C. Nindemann - Louis P. Noros - Walter Sharvell - Edward Starr - Henry D. Warren - Henry Wilson |

### Els problemes
De Long es va trobar ràpidament en desacord amb els enginyers navals de l'illa Mare, les estimacions dels quals sobre el treball necessari per preparar el Jeannette per a l'Àrtida van excedir els seus càlculs. De Long va passar molt de temps negociant en nom de Bennett amb el Departament de la Marina en un esforç per reduir costos. En això va tenir èxit, però en altres àrees es va enfrontar a diversos contratemps. A l'abril es va assabentar que l'armada no era capaç de proporcionar un vaixell de subministrament per acompanyar el Jeannette cap al nord, una decisió que, va pensar, va deixar el destí de l'expedició "penjant d'un fil". Bennett finalment va resoldre aquesta dificultat llogant una goleta, la Frances Hyde, per portar carbó addicional i provisions fins a Alaska.
Al final dels seus preparatius, De Long va rebre ordres del secretari Thompson que, abans de continuar amb la seva pròpia missió a l'Àrtida, hauria d'inquirir al llarg de la costa de Sibèria per obtenir notícies d'Adolf Erik Nordenskiöld i el seu vaixell Vega. L'explorador suec intentava la primera navegació del pas del nord-est; no estava vençut, i no hi havia proves que estigués en dificultats. No obstant això, Bennett va intuir l'oportunitat d'una història de rescat per igualar la seva primicia de Stanley-Livingstone, i va persuadir a Thompson d'emetre l'ordre. De Long, sense saber que el seu mecenes era qui ho proposava, va protestar argumentant que posaria en perill la seva missió principal, però es va veure obligat a modificar els seus plans.
De Long no sabia, mentre es preparava per navegar, que la U.S. Coast and Geodetic Survey estava estudiant les últimes dades hidrogràfiques i meteorològiques obtingudes dels seus vaixells de recerca al mar de Bering. El material indicava de manera concloent que, contràriament a les teories de Bent, el Kuroshio no tenia cap efecte perceptible a les zones al nord de l'estret de Bering. L'estudi va continuar descartant el concepte de "portes" i un mar polar càlid. Quan aquestes conclusions es van publicar, el Jeannette ja havia salpat, i De Long va marxar sense saber-ho.

## Viatge

### Cap a l'Àrtida
La sortida del Jeannette de San Francisco, el 8 de juliol de 1879, va ser un espectacle popular, presenciat per multituds que venien de tots els barris de la ciutat. L'exèrcit de Fort Point va oferir una salutació d'onze canons; en canvi, De Long va assenyalar que cap dels vaixells navals a San Francisco i als voltants va fer cap reconeixement formal de la sortida, "[ni tan sols] l'explosió. d'un xiulet de vapor". Bennett, de viatge a Europa, va comunicar que esperava estar present quan el Jeannette fes el seu retorn triomfal.
Les primeres setmanes del viatge cap al nord van ser tranquil·les. El 3 d'agost, el Jeannette va arribar a Unalaska, a les illes Aleutianes, on De Long va buscar informació sobre Nordenskiöld a la tripulació d'un vaixell de duanes, acabat de tornar de l'estret de Bering, però no en tenien cap notícia. El 12 d'agost, el Jeannette va arribar a St. Michael, un petit port a la part continental d'Alaska, i va esperar que la Francis Hyde arribés amb provisions addicionals i carbó.
A St. Michael, De Long va contractar dos conductors de gossos inuit experimentats, i va agafar gossos de trineu a bord. El 21 d'agost, després de transferir provisions i combustible, la Francis Hyde va salpar; el Jeannette va marxar cap a la península de Txukotka a la costa de Sibèria, per investigar sobre Nordenskiöld. A la badia de Sant Llorenç (Zaliv Lavrentiya), els txuktxis van informar que un vaixell de vapor no identificat havia passat recentment cap al sud. De Long es va dirigir a través de l'estret de Bering cap al cap Dezhnev, on va saber pels habitants que un vaixell havia fet escala al cap de Serdtse-Kamen. Aquí, un grup de terra del Jeannette va establir ràpidament a partir dels objectes deixats als vilatans que aquest vaixell era el Vega i que, per tant, l'expedició de Nordenskiöld havia completat amb seguretat el pas del nord-est. De Long va deixar una nota de les seves troballes per transmetre-les a Washington.
El 31 d'agost, el Jeannette va marxar, en direcció a la Terra de Wrangel, on De Long esperava establir els seus quarters d'hivern.

### Detingut pel gel

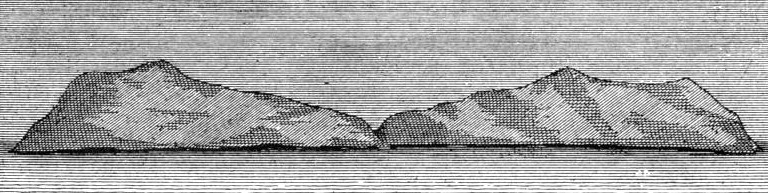
L'illa de Herald, dibuixada el 1881 des del Corwin

El Jeannette inicialment va fer via cap al nord; el 2 de setembre es trobava a unes 100 milles nàutiques (190 km) de la posició cartografiada de la "Terra de Wrangel", però amb l'espessiment del gel al voltant, el moviment es va fer lent i erràtic. El 4 de setembre, Dunbar va albirar la fita coneguda de la illa de Herald, però el gel ara presentava un obstacle gairebé insuperable per seguir endavant. L'espessa columna de fum de la xemeneia del Jeannette, observada pels baleners, va ser l'albirament final de Jeannette pel món exterior.
L'endemà, 5 de setembre, la tripulació va veure una breu visió de la "Terra de Wrangel", o potser, com va suposar De Long, un miratge. Les condicions del gel ara feien impossible apropar-se a aquesta costa, i De Long va fer de l'illa de Herald el seu nou objectiu. Poc després, el Jeannette va quedar atrapat pel gel, "tan estretament com una mosca en ambre" segons l'historiador Leonard Guttridge.
L'illa de Herald encara es trobava a unes 15 milles nàutiques (28 km); un grup de trineus a les ordres de Chipp va marxar a través del gel per investigar la possibilitat d'un port d'hivern si el Jeannette recuperava la maniobrabilitat. El grup de Chipp no va poder apropar-se a menys sis milles nàutiques (11 km) de l'illa abans que les condicions de gel volàtil l'obliguessin a retornar al vaixell. De Long encara esperava un canvi en el temps que els alliberés del gel, escrivint al seu diari: "Em diuen que a finals de setembre i principis d'octubre s'ha experimentat en aquestes latituds un bon estiu indi". Les setmanes següents no van portar cap augment de la temperatura, i De Long va acceptar de mala gana que el Jeannette estava atrapat per a l'hivern.

### A la deriva
La direcció inicial de la deriva del Jeannette va ser casual, d'anada i tornada: el 13 d'octubre, gairebé un mes després que el vaixell quedès atrapat per primera vegada, l'illa de Herald encara estava a la vista. Conforme avançava l'octubre, la direcció de la deriva va canviar cap al nord-oest, i es va fer evident per a De Long que la "Terra de Wrangel" no era una massa de terra, sinó una illa relativament petita. Al mateix temps, les anàlisis dels corrents marins, la salinitat i la temperatura van proporcionar dades que confirmaven les troballes del Geodetic Survey, aleshores conegudes a Washington, que el Kuroshio no tenia cap efecte al nord de l'estret de Bering. La vista del gel sense fi que envoltava el vaixell va generar dubtes profunds sobre tot el concepte del mar polar obert. Enmig de l'avorriment de la deriva en gran part sense esdeveniments, la tripulació va menjar bé gràcies a la caça, que aportava carn de foca i d'ós polar.

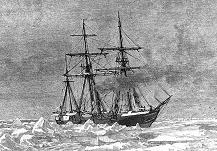
El Jeannette atrapat al gel, davant de l'illa Herald

A finals d'octubre, quan s'acostava l'hivern, De Long va ordenar aixecar el sistema d'il·luminació d'arc d'Edison, però el mecanisme de generació no va poder produir ni tan sols les llums més tènues i l'aparell va ser abandonat ràpidament, juntament amb el sistema telefònic igualment ineficaç. El Nadal de 1879, i l'inici de l'any nou, es van celebrar sense gran alegria; De Long va escriure sobre el Nadal com "el dia més trist de la meva vida, i sens dubte és la part més trista del món".
El 19 de gener de 1880, el casc del Jeannette va ser trencat pel gel i va començar a agafar aigua ràpidament. De Long es va preparar per abandonar el vaixell, però es va salvar per les accions de Nindemann i Sweetman, que es van endinsar en l'aigua gelada de la bodega i van frenar l'entrada introduint qualsevol material disponible a les bretxes. Melville va utilitzar elements de l'aparell d'Edison descartat per construir un sistema de bombeig mecànic, i el problema es va resoldre en gran part amb la construcció d'una nova mampara estanca. De Long va assenyalar en el seu diari que els esforços de Nindemann i Sweetman eren almenys dignes de recomanació per a la Medalla d'Honor.
Durant mesos el Jeannette gairebé no es va moure; De Long va registrar el 2 de març que la seva posició era gairebé exactament la que havia estat tres mesos abans. El 5 de maig, el vaixell va passar a l'oest del meridià de 180°, però dos mesos després s'havia retirat cap a l'altre costat de la línia. L'estiu no va portar cap alleujament; encara que breument va semblar possible a l'agost que el Jeannette es pogués alliberar i trobar aigües obertes, això va ser una falsa esperança. La condició de Danenhower era una altra font d'ansietat. La seva sífilis va començar a afectar el seu cos, particularment l'ull esquerre que, malgrat les repetides operacions d'Ambler —soportades estoicament, donada la manca d'anestèsia— van deixar el navegant en gran part incapacitat i incapaç d'exercir les seves funcions. L'últim dia de 1880 De Long va escriure al seu diari: "Començo l'any nou donant la volta a una nova fulla, i espero a Déu que estem donant una nova fulla al nostre llibre de la sort".

### Aixafat

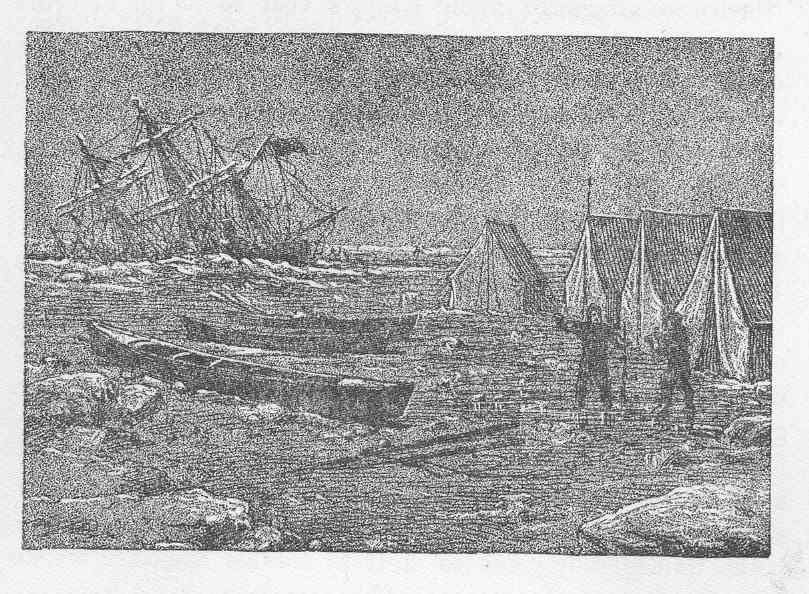
Enfonsament del Jeannette

A principis de 1881, De Long va assenyalar que després de setze mesos, el Jeannette encara estava a només 220 milles nàutiques (410 km) del punt on havia quedat atrapat. Va escriure: "Estem a la deriva com un holandès errant modern... trenta-tres persones estan esgotant les seves vides i ànimes". El 16 de maig, es va albirar una illa, seguida gairebé immediatament per una altra, la primera terra vista durant més d'un any. "Hi ha alguna cosa aleshores al costat del gel al món!", va escriure De Long. Estaven en mars inexplorats, així que aquestes illes eren descobriments. De Long va anomenar la primera illa "Henrietta", per la mare de Bennett, i la segona "Jeannette". Un grup de trineus a les ordres de Melville va ser enviat a l'illa Henrietta, per reclamar els territoris per als Estats Units.
Al voltant d'aquesta època, el vaixell USRC Thomas Corwin es trobava a les aigües d'Alaska, buscant notícies de l'expedició de De Long. El capità del Corwin, Calvin Hooper, va escoltar històries d'un naufragi a l'extrem nord i va anar a investigar-ho. Durant cinc setmanes va donar la volta al mar de Bering; les trobades amb els locals el van convèncer que el naufragi no era el del Jeannette. El 16 de juny, un altre vaixell de socors, l'USS Rodgers, va sortir de San Francisco però va ser destruït per un incendi a la badia de Sant Llorenç (Zaliv Lavrentiya) al novembre.
A bord del Jeannette, el descobriment de les illes havia aixecat l'ànim de De Long: l'expedició, allà on la portés la deriva, tindria algun assoliment geogràfic concret al seu crèdit. L'inici del breu estiu àrtic va portar noves esperances que el vaixell s'alliberés per fi del gel, i l'11 de juny va quedar breument lliure. Tanmateix, l'endemà, el gel va tornar amb força renovada, colpejant el vaixell, i finalment va penetrar el casc sense reparar. De Long va supervisar una evacuació ordenada d'homes, gossos, equips i provisions. A la matinada del 13 de juny de 1881, el Jeannette es va enfonsar—la seva posició final registrada era 77°15′N 155°0′E—a unes 300 milles nàutiques (560 km) de la costa de Sibèria.

### Viatge pel gel

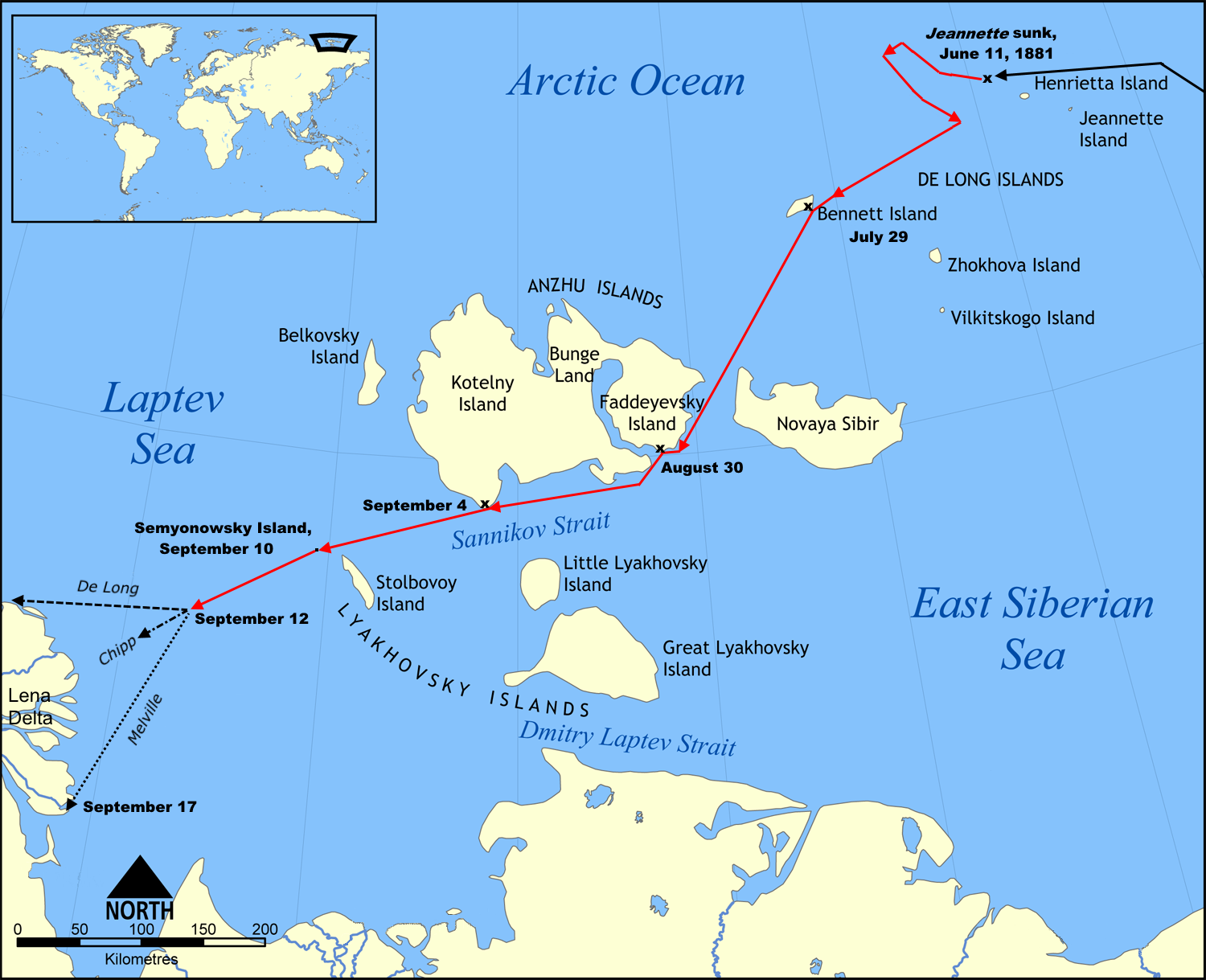
12 de juny al 17 de setembre de 1881:
Progrés cap a la costa de Sibèria
Les rutes de De Long, Chipp i Melville després de la separació

Tota la tripulació de trenta-tres homes seguia junta. El pla de De Long era marxar amb gossos i trineus cap a les illes de Nova Sibèria, en algun lloc al sud, i després utilitzar els vaixells per portar el seu grup a la terra ferma de Sibèria. Segons els mapes de Petermann, la seva destinació a terra, el delta del Lena, estava plagada d'assentaments que els proporcionarien refugi i seguretat. El 25 de juny, després d'una setmana de dur viatge sobre el gel, la deriva cap al nord havia anul·lat el seu progrés; estaven més lluny de la terra que quan van marxar.
Quan la direcció del gel va canviar, el grup finalment va poder avançar en la direcció correcta, però el camí va ser lent i difícil. Part del problema residia en els gossos que, després de gairebé dos anys de relativa inactivitat eren incapaços de treballar amb arnesos. Alguns dels pitjors gossos van ser sacrificats per menjar.
El 12 de juliol apareixien fugaçment terres al sud, De Long va pensar que era part de les illes de Nova Sibèria, però era una altra illa inexplorada. Quan el grup hi va arribar el 29 de juliol, De Long la va anomenar illa Bennett, i va anomenar el punt de desembarcament "Cap Emma", en honor de la seva dona. Mentrestant, a centenars de quilòmetres a l'est, Corwin havia renunciat a la seva missió de rescat. Després de mesos de buscar inútilment notícies definitives o rastres del Jeannette, Hooper havia arribat a la conclusió que el vaixell s'havia perdut i va tornar a San Francisco.
Després d'una setmana de descans, el grup va marxar de l'illa Bennett el 6 d'agost, deixant un missatge en una fita. El gel no era prou dur per viatjar amb trineu, així que el grup es va traslladar als vaixells. Al deixar de tenir utilitat els gossos, De Long va ordenar que fossin sacrificats. El flux de gel va portar el grup cap al sud-oest, i el 20 d'agost la més oriental de les illes de Nova Sibèria, també anomenada Nova Sibèria, estava a la vista. Per primera vegada des que es van allunyar de l'illa de Herald feia gairebé dos anys, estaven al món cartografiat.
De Long va dirigir els vaixells pel canal entre les illes de Nova Sibèria i Kotelni, abans de vorejar la costa sud de Kotelni i començar l'etapa final del viatge, a través del mar obert fins al delta del Lena. La seva darrera parada el 10 de setembre va ser a la petita illa Semionovsky, a menys de 100 milles nàutiques (190 km) de la costa de Sibèria.

## Delta del Lena

### Tempesta i desembarcament

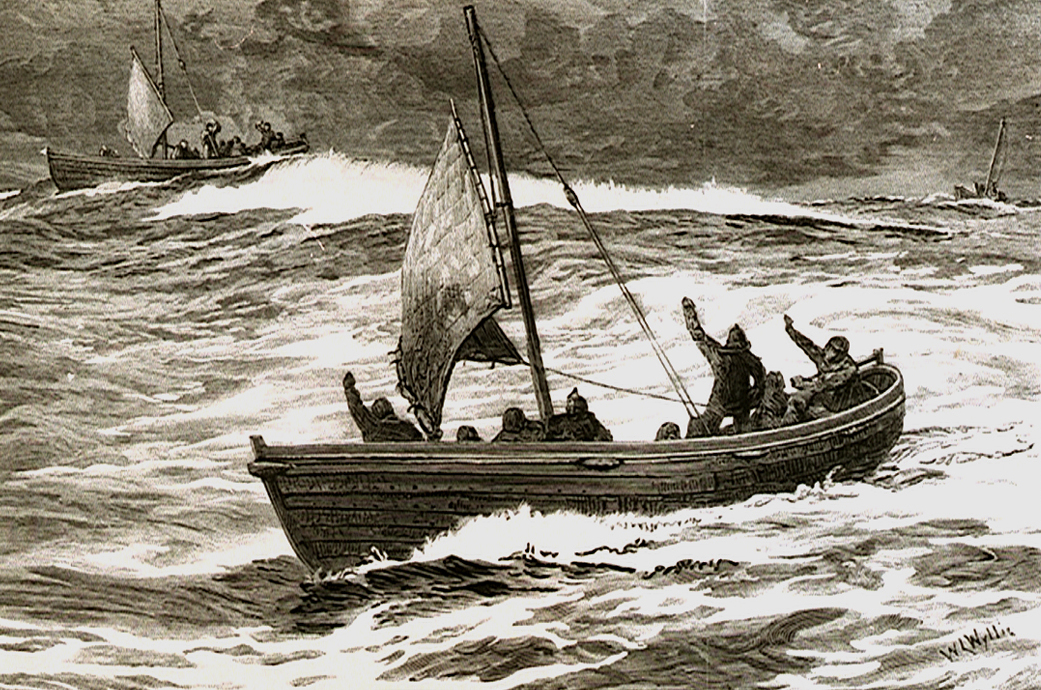
Separació de les barques en un vendaval

Tota la tripulació seguia junta a l'illa Semenovsky. Els vaixells van sortir de l'illa a primera hora del matí del 12 de setembre, amb bon temps. Tretze homes estaven amb De Long al cúter gran, Chipp amb set més van agafar el cúter més petit, mentre Melville i deu homes navegaven al balener. Danenhower, que va superar a Melville, es va queixar amargament a De Long per haver estat posat sota el comandament de l'enginyer, però De Long va respondre que Danenhower no era apte per al seu servei, una visió confirmada per Ambler. De Long va indicar que els vaixells havien d'apuntar cadascun cap a un punt indicat com "Cap Barkin" al mapa de Petermann; si es separaven i desembarcaven en zones diferents, les parts haurien de trobar-se a Bulun, un assentament important a uns 160 km de la costa.
Els vaixells van avançar molt durant el matí, i Melville va pensar inicialment que podrien arribar a terra després d'una sola nit al mar. A la tarda el temps va empitjorar; les barques es van separar i es van perdre de vista. De Long va utilitzar una àncora flotant per estabilitzar la seva embarcació en els mars ferotges i, tot i que el vent li va arrencar la vela, va aconseguir mantenir rumb cap a l'oest. La tempesta s'havia calmat en gran part al matí del 14 de setembre, però el progrés va ser erràtic en absència de la vela, i van passar tres dies més abans que el cúter encallés al límit nord del delta del Lena. De Long i la seva tripulació van descarregar les provisions del vaixell, i es van preparar per a un llarg viatge a peu. Segons el seu mapa, l'assentament més proper semblava estar a 153 km de distància. De Long va pensar que les seves racions durarien tres dies i mig.
Al balener, Melville, com De Long, havia sortit de la tempesta mitjançant una àncora flotant. El curs del vaixell era molt al sud del de De Long; finalment van arribar a terra en una de les principals desembocadures del Lena, i van poder navegar riu amunt. Al cap de pocs dies es van trobar amb un campament de pescadors nadius, i el 25 de setembre havien arribat a l'assentament d'Arrhu. El cúter de Chipp mai va arribar a terra; aclaparat per la tempesta, presumiblement es va enfonsar, amb la pèrdua dels seus vuit tripulants.

### El grup de De Long

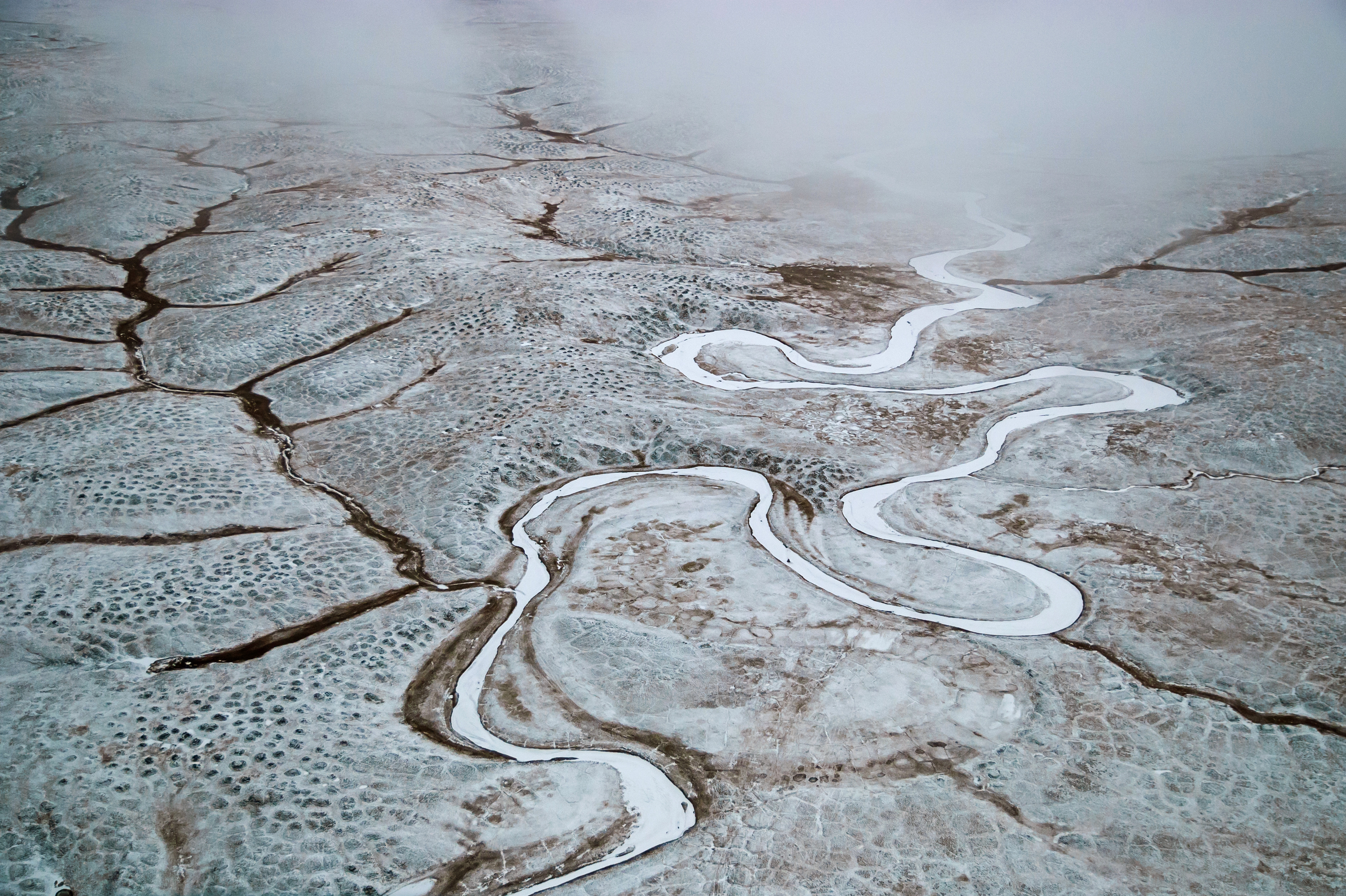
El delta del Lena

El grup de De Long no va trobar al seu desembarcament cap senyal de vida humana, i només tenia una idea esquemàtica d'on es trobaven: el mapa de Petermann proporcionava pocs detalls útils. El 19 de setembre, després d'haver enterrat les seves possessions no essencials en un túmul marcat per un pal de tendes de campanya, van partir a la recerca d'assentaments. El progrés es va veure obstaculitzat pel mal estat físic dels homes, en particular d'Eriksen, que es va veure molt afectat per la congelació. El 21 de setembre es van aturar a dues cabanes buides, probablement part d'un campament de caça, on Alexei va aixecar els ànims disparant a un cérvol per reposar les seves existències d'aliments que minvaven. De Long va permetre al seu grup esgotat uns dies de descans abans de reprendre la marxa.
El 28 de setembre el grup va trobar una gran barraca, amb signes d'ocupació recent: menjar comestible enmagatzemat i pistes de mocassins a la neu. No havent trobat rastre de persones, De Long va decidir seguir endavant. El 4 d'octubre, Eriksen no podia continuar; el grup es va aturar en una altra cabana abandonada on, el 6 d'octubre, va morir Eriksen. El 9 d'octubre, amb l'empitjorament de la condició de diversos homes, De Long va decidir enviar dos dels més aptes del grup, Nindemann i Noros, a buscar ajuda. A Ambler se li va oferir l'oportunitat d'anar amb ells, però va considerar que el seu deure com a metge li obligava a quedar-se amb el cos principal.
Durant la setmana següent, el grup de De Long va continuar lluitant, de vegades avançant amb prou feines una milla al dia. Encara que van abandonar algunes possessions pel camí, De Long va insistir a portar els seus mapes i diaris. El 10 d'octubre va escriure que "no hi havia res per sopar sinó una cullerada de glicerina". Alexei, el caçador del grup, s'estava debilitant i moriria el 17 d'octubre.
El 20 d'octubre, atrapat pel temps i sense provisions, el grup es va aturar definitivament. Al llarg de la marxa, De Long havia escrit el seu diari cada dia, però després del 20 d'octubre les seves entrades es van fer intermitents, limitades en gran part a declaracions concises de moribunds i morts. Va assenyalar la mort de Kaak i Lee el 21 d'octubre, Iverson el 28 i Dressler el 29. La seva darrera entrada, datada el 30 d'octubre, registra la mort de Boyd i Görtz i acaba amb "El Sr. Collins morint".

### Melville, Nindemann i Noros

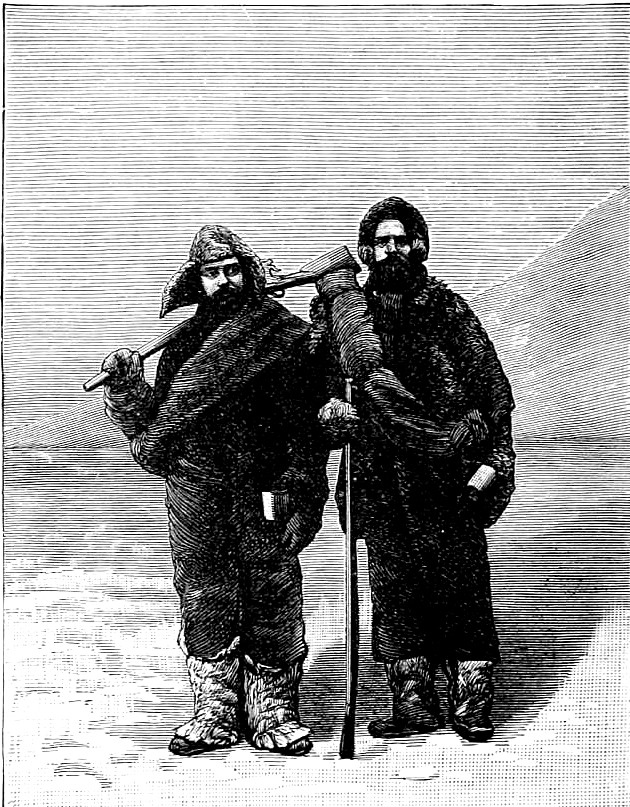
Noros i Nindemann.

Després de descansar a Arrhu, el grup de Melville es va traslladar, amb l'objectiu d'arribar a Bulun, com havien acordat. El 19 de setembre es van trobar amb caçadors nadius tungus, que van dirigir el grup primer cap a un petit assentament, i després al poble més gran de Zemovialach. Aquí, els locals els van aconsellar que haurien d'esperar que el riu es gelés abans d'intentar arribar a Bulun.
Després de diverses setmanes, Melville va saber d'un viatger rus que dos nord-americans s'estaven recuperant a Bulun. Les condicions meteorològiques ara eren adequades per viatjar, així que Melville va contractar un parell de conductors de gossos locals experts per portar-lo allà. Va deixar a Danenhower al capdavant, amb instruccions per dirigir el grup a Bulun tan aviat com fos possible, i des d'allà per procedir el millor possible a Iakutsk, una gran ciutat a centenars de quilòmetres al sud. Melville va arribar a Bulun el 3 de novembre, on va trobar Nindemann i Noros, febles però recuperats.
Per Nindemann i Noros, Melville es va assabentar de la difícil situació de De Long i de la seva urgent necessitat de rescat. La parella havia patit una experiència esgarrifosa des que va deixar De Long gairebé un mes abans: havien lluitat durant deu dies, dormint en refugis improvisats i menjant el que podien caçar. D'aquesta manera van arribar a un petit campament abandonat que després van saber que es deia Bulcour. Aquí, els havia trobat una banda nòmada de caçadors iacuts, que els havia portat a un gran campament a Kumakh-Surt. Van transmetre el seu desig d'arribar a Bulun i on van ser portats en trineu. Van arribar el 29 d'octubre, uns dies abans que Melville se'ls unís allà.

### Recerca
Des de Bulun, Melville va enviar missatges a Washington i al Herald, informant-los de la pèrdua del Jeannette i enumerant els supervivents i els grups perduts. El 5 de novembre va sortir amb dos guies locals, utilitzant mapes aproximats proporcionats per Nindemann i Noros, per començar la seva recerca de De Long.
Al poble de Bulun, els indígenes li van portar les notes deixades a les fites pel grup de De Long. Una nota va dirigir a Melville a l'amagatall dels diaris i instruments que De Long havia enterrat al seu desembarcament. Encara que ara estava convençut que De Long i els seus companys havien d'haver mort, Melville va continuar la recerca, però l'inici de l'hivern àrtic va fer que no pogués continuar aquell hivern. Va tornar a Bulun a finals de novembre i després va viatjar a Iakutsk per reunir-se amb els altres supervivents del Jeannette.
El gener de 1882, mentre la majoria dels supervivents començaven el seu llarg viatge cap a casa, Melville, Nindemann i James Bartlett es van preparar per encapçalar una nova cerca al delta de Lena quan el temps ho permetés. Van sortir de Iakutsk el 16 de gener i van reprendre la recerca quan va començar el desglaç a mitjans de març. A partir del lloc on Nindemann i Noros havien deixat De Long l'octubre anterior, Melville va començar un examen sistemàtic de la zona. El 23 de març va trobar el rifle de caça d'Alexei i, a prop, les restes d'un campament. L'equip va trobar més objectes, un braç humà congelat que sobresortia de la neu i, finalment, el diari de De Long. Així van conèixer la història dels darrers dies del grup.
Aviat s'havien recuperat tots els cossos excepte el d'Aleksei, que mai es va trobar. Els dels tres últims que van morir —De Long, Ambler i Ah Sam— estaven a certa distància de la resta, on evidentment havien intentat establir un campament en un terreny més elevat. El grup de Melville va embolicar tots els cossos amb lones i els va portar a un turó prou alt com per estar fora de perill de les inundacions estacionals. Allà els van col·locar en un gran taüt improvisat amb fusta flotant, que cobrien amb roques coronades per una gran creu de fusta, inscrita amb els noms dels homes perduts. El grup de Melville va abandonar el lloc el 7 d'abril de 1882, després va passar un mes més al delta, buscant sense èxit indicis de Chipp i la seva tripulació.

## Seqüeles

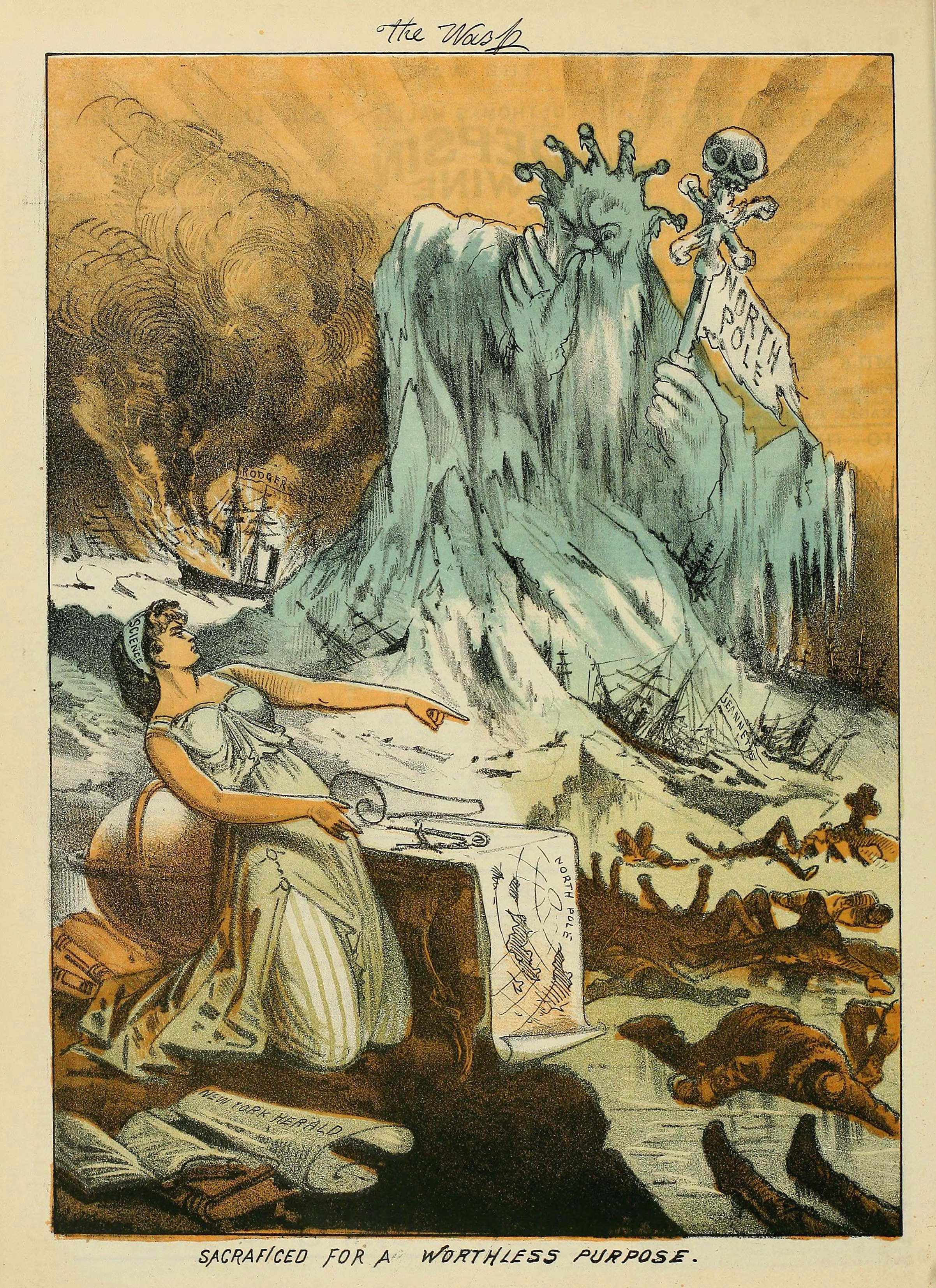
Revista The Wasp (1882): "sacrificat per a un propòsit sense valor"

Dels trenta-tres homes de l'expedició, tretze van tornar vius als Estats Units. El primer grup de supervivents va aterrar a Nova York el maig de 1882, però les celebracions es van ajornar fins a l'arribada, el 13 de setembre, de Melville, Nindemann i Noros. Van ser acollits com a herois, van rebre una recepció cívica i van ser obsequiats amb un banquet al famós restaurant de Delmonico.
L'interès públic per l'expedició Jeannette havia estat gran des que s'havien rebut les primeres notícies del destí del vaixell des de Iakutsk. Bennett havia enviat diversos periodistes del Herald a Rússia, inclòs John P. Jackson, que havia arribat al delta de Lena i havia trobat la tomba de De Long. En el seu zel per aconseguir una història, Jackson havia obert la tomba per buscar papers o altres registres, un acte de profanació que Emma De Long va descriure a Bennett com "la poció més amarga que vaig haver d'empassar-me en tota la meva vida". Jackson també havia entrevistat a Danenhower, que va fer acusacions de discòrdia dins del grup i de maltractaments a certs oficials, en particular a ell mateix.
A principis d'octubre es va convocar una investigació naval sobre la pèrdua del Jeannette, en la qual els supervivents van ser els principals testimonis. El febrer de 1883, la junta va anunciar les seves conclusions: el Jeannette era un vaixell apte per al servei a l'Àrtida; dificultats com el retard en la sortida i el desviament per buscar notícies del Vega no van ser culpa de De Long, ni tampoc la pèrdua del vaixell. Havia dirigit la retirada posterior d'una manera exemplar.
No tothom estava satisfet; els familiars de Collins, que havien escoltat durant la investigació els problemes entre De Long i el meteoròleg, no creien que s'hagués dit tota la veritat i van qualificar la investigació de "blanqueig". L'abril de 1884, un subcomitè d'Afers Navals de la Cambra de Representants va revisar les proves i va confirmar les conclusions de la investigació.
El febrer de 1882, el secretari Thompson havia enviat els tinents navals Giles Harber i William Henry Schuetze al delta del Lena per buscar qualsevol rastre dels exploradors perduts, especialment del grup de Chipp. No van tenir èxit, però al novembre van rebre ordres del secretari per supervisar el retorn dels cossos de De Long i els seus companys als Estats Units. El temps i la burocràcia el retardar un any; el novembre de 1883 els cossos van ser portats des de Iakutsk en tren fins a Moscou, Berlín, i finalment Hamburg, des d'on van ser transportats a la ciutat de Nova York pel SS Frisia el febrer de 1884. El paper de Harber i Schuetze i altres detalls considerables sobre l'expedició es van incloure al segon discurs del president Chester A. Arthur sobre l'estat de la Unió.
El seguici funerari dels exploradors caiguts va ser escortat per destacaments navals i militars a l'Església de la Santíssima Trinitat a l'avinguda Madison per a un servei commemoratiu. Després els cossos d'Ambler, Collins i Boyd van ser reclamats per a l'enterrament privat; els de De Long i sis més van ser portats al cementiri de Woodlawn al Bronx i enterrats junts. L'octubre de 1890, es va inaugurar un gran monument als morts de l'expedició a l'Acadèmia Naval dels Estats Units a Annapolis, Maryland. El seu disseny es basa en la fita i la creu originals aixecats al lloc d'enterrament al delta de Lena. L'escultura Serenity de Josep Clarà va ser col·locada l'any 1924 al Meridian Hill Park de Washington, D.C. en record de Schuetze pel seu amic i company de classe de l'Acadèmia Naval Charles Deering.

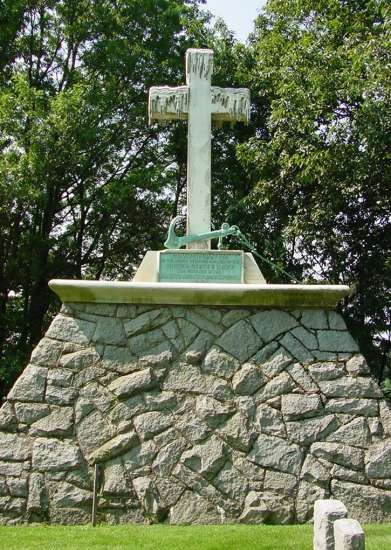
Monument a Annapolis

Una serralada a Alaska i dos vaixells navals van ser nomenats en honor de De Long. Les tres illes àrtiques descobertes durant l'expedició, més dues altres descobertes uns anys després, formen un arxipèlag que porta el nom d'illes De Long; malgrat la col·locació de la bandera estatunidenca per part de Melville, les illes sempre han estat acceptades com a territori rus.
El 30 de setembre de 1890, el Congrés va autoritzar la Medalla Jeannette; vuit medalles d'or i vint-i-cinc medalles de plata del Congrés en commemoració dels perills que van trobar els oficials i tripulació de l'expedició.
L'expedició va proporcionar informació científica clau. El 18 de juny de 1884 es van trobar restes del Jeannette en un banc de gel prop de Julianehåb, al sud-oest de Groenlàndia. Això va demostrar que un corrent oceànic continu fluïa d'est a oest a través del mar polar, i va ser la base de l'expedició Fram de Nansen de 1893–1896. A més, encara que la teoria del mar polar obert va acabar amb el viatge del Jeannette, els registres meteorològics i oceanogràfics del vaixell han proporcionat als climatòlegs del segle XXI dades valuoses relacionades amb el canvi climàtic i la reducció de la capa de gel polar.

## Supervivents
Només un dels principals supervivents del drama de Jeannette, Melville, va tornar a l'Àrtida, on va ajudar a rescatar els supervivents de l'Adolphus Greelyde de l'expedició a la badia de Lady Franklin de 1881–1884. La seva carrera naval va prosperar i finalment va aconseguir el grau de contraalmirall. Va morir el 1912. Danenhower va continuar a la marina, però es va disparar durant una depressió el 1887.
El 1892, James Bartlett, que va lluitar amb problemes mentals després del seu retorn, va amenaçar primer amb matar la seva dona i la seva neboda abans d'intentar complir la seva promesa l'endemà. La seva dona va sobreviure amb una ferida de bala a l'espatlla, però tant la neboda com Bartlett van morir. Nindemann va treballar com a enginyer naval fins a la seva mort el 1913. L'últim supervivent de l'expedició va ser Herbert Leach, que es va convertir en un treballador de fàbrica; va viure fins al 1935. Emma De Long va morir el 1940, als 91 anys.